# Riatia vulgaris
Riatia vulgaris är en kackerlacksart som beskrevs av Rocha e Silva och Aguiar 1976. Riatia vulgaris ingår i släktet Riatia och familjen småkackerlackor. Inga underarter finns listade i Catalogue of Life.